# Dezső Bundzsák
Dezső Bundzsák (Kiskunhalas, 3 maggio 1928 – Budapest, 1º ottobre 2010) è stato un calciatore e allenatore di calcio ungherese, di ruolo attaccante o centrocampista.

## Carriera
Giocò per tutta la carriera con il Vasas, con cui raggiunse una semifinale di Coppa dei Campioni nel 1957-1958. Intraprese poi una lunga carriera da allenatore a livelli medio-bassi.

## Palmarès

### Club

#### Competizioni nazionali
- Campionato ungherese: 3

Vasas: 1957, 1960-1961, 1961-1962
- Coppa d'Ungheria: 1

Vasas: 1955

#### Competizioni internazionali
- Coppa Mitropa: 3

Vasas: 1956, 1957, 1962

### Individuale
- Capocannoniere della Coppa Mitropa: 1

1957 (5 gol) a pari merito con Johann Riegler